# هیتلی (میسیسیپی)
هیتلی (به انگلیسی: Hatley) شهرکی در ایالت میسیسیپی کشور ایالات متحده آمریکا است که جمعیت آن در سرشماری سال ۲۰۱۰ میلادی، ۴۸۲
نفر بوده‌است.